# 大佛開眼
『大佛開眼』（だいぶつかいげん）は、1952年（昭和27年）11月13日公開の日本映画である。大映製作・配給。監督は衣笠貞之助、主演は長谷川一夫。モノクロ、スタンダード、129分。昭和27年度文化庁芸術祭参加作品。

## 概要
1940年（昭和15年）に新協劇団で上演された長田秀雄の戯曲を原作とした作品。
大仏建立をめぐって賛成派と反対派が対立する中、造仏作業がいくつもの障害を乗り越えて進められる様を描いた。第6回カンヌ国際映画祭のコンペティション部門に出品された。

## スタッフ
- 監督：衣笠貞之助
- 製作：永田雅一
- 企画：松山英夫、辻久一
- 原作：長田秀雄
- 脚本：八木隆一郎
- 撮影：杉山公平
- 音楽：團伊玖磨
- 美術監督：伊藤熹朔
- 照明：加藤庄之丞
- 録音：大角正夫
- 編集：西田重雄
- 助監督：三隅研次
- 音楽演奏：関西交響楽団
- 舞踊指導：伊藤道郎
- 歴史考証：北山茂夫
- 風俗考証：江馬務
- 建築考証：藤間義一
- 後援：奈良県奈良市観光連盟
- 衣裳調製：髙島屋

## キャスト
- 楯戸ノ國人：長谷川一夫
- 麻夜賣：京マチ子
- 行基：大河内傳次郎
- 橘ノ咲耶子：水戸光子
- 國中ノ公麻呂：小沢栄（俳優座）
- 藤原ノ仲麻呂：黒川弥太郎
- 橘ノ伴成：坂東好太郎
- 大宮ノ森女：日高澄子
- 酒麻呂：羅門光三郎
- 橘ノ奈良麻呂：岡譲二
- 大草ノ雲足：石黒達也（第一協団）
- 新城ノ小楠：植村謙二郎
- 泰ノ君安：南條新太郎
- 良弁：荒木忍
- 橘ノ諸兄：香川良介
- 黒守：殿山泰司（近代映画協会）
- 伊蘇女：大美輝子
- 吉備ノ真備：近衛敏明
- 柿本ノ男玉：小柴幹治
- 佐伯ノ今毛人：南部彰三
- 眞刈：上田寛
- 鎰取：光岡龍三郎
- 行信：天野一郎
- 弓張：尾上栄五郎
- 髙市ノ眞國：原聖四郎
- 奄美：伊達三郎
- 徭役の老人：石原須磨男
- 彈正台の役人：横山文彦
- 宗仙：葉山富之輔
- 商人：大國八郎
- 左衛士府中将豊川夫人：北見禮子
- 中納言髙廣夫人：橘公子